# Tahmoh Penikett
Tahmoh Penikett (ur. 20 maja 1975 w Whitehorse) – kanadyjski aktor, występował w roli Karla Agathona w serialu Battlestar Galactica oraz Paula Ballarda w Dollhouse.

## Filmografia

### Filmy fabularne
- 2002: W piekle płomieni (Wildfire 7: The Inferno) jako szeryf
- 2003: Under the Cover jako Jonas
- 2005: Urodzisz moje dziecko (Hush) jako Noah Hamilton
- 2005: Sandra Goes to Whistler jako Conrad
- 2006: Trapped Ashes jako młody Leo
- 2006: Need for Speed: Carbon (gra komputerowa) jako Darius
- 2006: Stanley's Girlfriend jako Stanley
- 2006: Lesser Evil jako Greg
- 2007: Taming Tammy jako Wilson
- 2007: Battlestar Galactica: Razor jako porucznik Karl „Helo” Agathon
- 2007: Upiorna noc halloween (Trick 'r Treat) jako Henry
- 2010: Świat rzeki (Riverworld) jako Matt
- 2011: Jabberwocky jako Francis

### Seriale telewizyjne
| Rok       | Tytuł                                        | Rola                                 | Uwagi |
| --------- | -------------------------------------------- | ------------------------------------ | --- |
| 1996      | Murder on the Iditarod Trail                 | nie dotyczy                          | film telewizyjny |
| 2002      | Glory Days                                   | Eric Forester                        | odcinek No Guts, No Glory |
| 2002      | Cień anioła                                  | ND Cop                               | odcinek Freak Nation |
| 2002      | Wildfire 7: The Inferno                      | szeryf                               | film telewizyjny |
| 2002      | Gwiezdne wrota                               | Third                                | odcinek Unnatural Selection |
| 2003      | Under the Cover                              | Jonas                                | film telewizyjny |
| 2003      | Just Cause                                   | dyrektor Joe Decker                  | odcinek Blackboard Jungle |
| 2003      | Battlestar Galactica (miniseria)             | Karl „Helo” Agathon                  | odcinki Episode 1.1 Episode 1.2                                                                                                 |
| 2004–2007 | Tajemnice Smallville                         | Vince Davis/Wes Keenan               | odcinki Resurrection Nemesis Prototype                                                                                          |
| 2004–09   | Battlestar Galactica (seria)                 | Karl „Helo” Agathon                  | główna rola |
| 2004      | Słowo na L                                   | szeryf                               | odcinek Losing It |
| 2004–2005 | Wydział do spraw specjalnych                 | detektyw Ray Chase                   | główna rola |
| 2006      | Hush                                         | Noah Hamilton                        | film telewizyjny |
| 2006      | Lesser Evil                                  | Greg                                 | film telewizyjny |
| 2007      | Robot Chicken                                | Armpit/Karl C. Agathon/Scott Trakker | odcinek Rabbits on a Roller Coaster                                                                                             |
| 2007      | Battlestar Galactica: Razor                  | nie dotyczy                          | wyłącznie w napisach |
| 2007      | Whistler                                     | Elias Noth                           | odcinki Passion Plays Always a Bridesmaid Crossroads Last Run                                                                   |
| 2009      | Titan Maximum                                | Troy Hammerschmiddtt (głos)          | odcinki Went to Party, Got Crabs To Eris, Human Megamum Overdrive Mercury Falling                                               |
| 2009–10   | Dollhouse                                    | Paul Ballard                         | główna rola |
| 2010      | Riverworld                                   | Matt Ellman                          | film telewizyjny |
| 2010      | Human Target                                 | Pete                                 | odcinek Ilsa Pucci |
| 2011      | Mortal Kombat: Legacy                        | Kurtis Stryker                       | odcinki Jax, Sonya and Kano: Part 1 Jax, Sonya and Kano: Part 2                                                                 |
| 2011–2012 | Dochodzenie                                  | Gregory „Greg” Casher                | odcinki Beau Soleil Ghosts of the Past                                                                                          |
| 2011      | Jabberwock                                   | Francis                              | TV movie |
| 2011      | Przystań                                     | Simon Crocker                        | odcinek Sins of the Fathers |
| 2011      | Innocent                                     | Jimmy Brand                          | film telewizyjny |
| 2012      | Castle                                       | Cole Maddox                          | odcinki Always After the Storm                                                                                                  |
| 2012–2013 | Continuum: Ocalić przyszłość                 | Jim Martin                           | odcinki The Politics of Time Second Chances Second Degree Second Guess Minute Man                                               |
| 2012      | Paragraf Kate                                | Mark Ellison                         | odcinek Bait & Switch |
| 2012      | Arrow                                        | Nick Salvati                         | odcinek Muse of Fire |
| 2013      | Bomb Girls                                   | Clifford                             | odcinki Fifth Column Something Fierce Romeo Foxtrot Kings and Pawns Blood Relations                                             |
| 2013–2014 | Nie z tego świata                            | Ezekiel/Gadreel/naczynie Gadreela    | odcinki I think I'm gonna like it here Road Trip Meta Fiction King of the Damned Stairway to Heaven Do you believe in Miracles? |
| 2014      | Przeznaczeni                                 | Jack Beaumont                        | odcinki These Violent Delights Have Violent Ends Our Toil Shall Strive to Mend                                                  |
| 2014      | Zabójcze umysły                              | Michael Hastings                     | odcinek 200 |
| 2014      | Nastoletnia Maria Stuart                     | John Prevo                           | odcinek Higher Ground |
| 2014      | Strange Empire                               | Marshall Mercredi                    | rola drugoplanowa |
| 2015      | Justice League: Gods and Monsters Chronicles | Steve Trevor                         | seria internetowa |